# Pastor-polonês-da-planície
Pastor-polaco-da-planície[a][b] (em polonês/polaco:  Polski Owczarek Nizinny) é uma raça canina oriunda da Polônia. Sua utilidade varia de pastor à guarda, sendo considerado ainda um excelente cão de companhia. Fisicamente, é um animal de porte médio, cujo aspecto é compacto e forte, de pelagem densa e longa. Pode chegar a medir 50 cm na altura da cernelha.